# Monsac
Monsac é uma comuna francesa na região administrativa da Nova Aquitânia, no departamento Dordonha. Estende-se por uma área de 10,36 km². Em 2010 a comuna tinha 200 habitantes (densidade: 19,3 hab./km²).